# Leyla Gencer
Leyla Gencer née Ayşe Leyla Çeyrekgil, née le 10 octobre 1928 à Polonezköy (Constantinople) et morte le 9 mai 2008 à Milan, est une soprano turque. C'est une des cantatrices marquantes de son époque, même si son aura a souffert du statut de légende vivante de sa rivale Maria Callas. Comme cette dernière, elle est remarquable par ses dons d'actrice et son engagement dramatique, son répertoire est plus large, son timbre remarquable, notamment son aigu pianissimo, et son caractère ombrageux.

## Biographie
Née à Istanbul d'une mère polonaise et catholique et d'un père turc et musulman, elle étudie avec la soprano Giannina Arangi-Lombardi à Ankara, où elle fait quelques apparitions en concert. En 1946 elle épouse le banquier Ibrahim Gencer. En 1950, elle vient en Italie pour des études complémentaires auprès du baryton Apollo Granforte (on dit qu'elle a aussi travaillé avec Elvira de Hidalgo, la professeure de Maria Callas, mais Gencer a toujours démenti).
Après des débuts à l'opéra d'État d'Ankara dans Santuzza de Cavalleria Rusticana, en turc, en 1950, elle débute sur scène à Naples en 1953, également en Santuzza dans le même opéra. L'année suivante, elle débute au Teatro San Carlo en Madame Butterfly, théâtre où elle chantera régulièrement pendant plus de vingt ans et où elle connaîtra ses plus grands triomphes. Ayant été repérée par Tullio Serafin, elle débute à La Scala de Milan, dans le rôle de Mme Lidoine, lors de la création mondiale de Dialogues des carmélites, en 1957. À la Scala, jusqu'en 1983, elle incarne pas moins de 19 rôles différents. Elle chante alors le répertoire classique italien jusqu'aux rôles de soprano lirico-spinto (Lucia, Gilda, Leonora, Violetta, Maria, Amelia, Elisabetta, Aida, Gioconda, etc). Elle débute aux États-Unis en 1956 à San Francisco dans Francesca da Rimini.
L'année 1958 est un tournant dans sa carrière. Elle chante le rôle-titre d’Anna Bolena pour la Rai de Milan, et l'on découvre alors ses dons de belcantiste. Elle s'oriente désormais, sans pour autant abandonner le répertoire standard, vers les œuvres  de Rossini-Donizetti-Bellini-Verdi, mais aussi de Mayr et Pacini. C'est ainsi qu'elle participe à de nombreuses reprises ou exhumations d'ouvrages  tels, Elisabetta, regina d'inghilterra, Medea in Corinto, Roberto Devereux, Maria Stuarda, Belisario, Lucrezia Borgia, Caterina Cornaro, Norma, Beatrice di Tenda, La battaglia di Legnano, I due Foscari, Macbeth, etc. Elle chante également Gluck et Mozart, ainsi que des œuvres contemporaines comme Francesca da Rimini.
Outre Naples et Milan, Gencer chanta régulièrement à Venise, Florence, Parme, Vérone, etc. À l'étranger, elle se produisit à San Francisco, Buenos Aires (théâtre Colón, 1964 dans Norma), Vienne, Salzbourg, Londres, Glyndebourne. De longues négociations avec le Metropolitan Opera n'ont jamais abouti.
Elle quitte la scène en 1985 (dans La prova di un Opera seria, de Gnecco, à la Fenice de Venise), mais continue de se produire en concert jusqu'en 1992. Elle se tourne alors vers l'enseignement (classes de maître), et devient membre de jury dans plusieurs compétitions de chant internationales. À la demande de Riccardo Muti, elle supervise l'Académie de la Scala pour les jeunes artistes à la fin des années 1990.
Ignorée des grandes maisons de disques, Gencer n'a fait que peu d'enregistrement commercial, mais plus d'une centaine d'enregistrements « live » sont sortis depuis une trentaine d'années, dont environ 45 en CD, ce qui lui a valu le surnom de « la fiancée des pirates ».

## Discographie
- Bellini : I Puritani 1961 / Quadri, Gencer, Raimondi, et al
- Bellini : Beatrice di Tenda/ 1964 / Gui, Gencer, Zanasi, et al
- Bellini : Norma / 1965, Gavazzeni, Gencer, Simionato, et al
- Bellini : Norma / 1966, de Fabritiis, Gencer, Cossotto, et al
- Pacini : Saffo 1967 / Gencer, Del Bianco, Mattiucci
- Cherubini : Medea 1968/ Gencer, Bottion, et al
- Mayr : Medea in Corinto 1976/ Ferro, Gencer, Johns
- Gluck : Alceste 1967/ Gui, Gencer, Picchi
- Chopin : Polish Songs; Liszt / Leyla Gencer, Nikita Magaloff
- Donizetti : Anna Bolena 1958/ Gavazzeni, Gencer, Simionato, et al
- Donizetti : Anna Bolena 1965/ Gavazzeni, Gencer, Cava, et al
- Donizetti : Caterina Cornaro 1972 / Cillario, Gencer, Aragall
- Donizetti : Les Martyrs / 1975 Camozzo, Gencer, Bruson, et al
- Donizetti : Les Martyrs / 1978 Gelmetti, Gencer, Bruson, et al
- Donizetti : Lucrezia Borgia / 1966 Franci, Gencer, Aragall, Petri et al.
- Donizetti : Lucrezia Borgia / 1970 Gracis, Gencer, Raimondi et al.
- Donizetti : Maria Stuarda / 1967 Molinari-Pradelli, Gencer, Verret, Tagliavini et al.
- Donizetti : Messa di Requiem / Gavazzeni, Teatro La Fenice
- Donizetti : Roberto Devereux 1964 / Gencer, Cappuccilli, et al.
- Donizetti : Belisario 1969 / Gavazzeni, Gencer, Taddei et al.
- Mozart : Don Giovanni 1960/ Molinari-Pradelli, Gencer, Petri, Bruscantini, Stich-Randall et al
- Mozart : Don Giovanni 1962/ Solti, Gencer, Jurinac, Freni
- Ponchielli : La Gioconda 1971 / de Fabritiis, Gencer, Raimondi
- Puccini : Tosca 1955 / Taddei, De Santis - San Carlo di Napoli Live 21/01/1955
- Zandonai : Francesca da Rimini 1961 / Capuana, Gencer, Cioni et al.
- Rossini : Elisabetta, Regina d'Inghilterra 1971/ Sanzogno, Gencer, Grilli
- Verdi : I due Foscari" 1957/ Serafin, Gencer, Guelfi
- Verdi : Battaglia di Legnano 1959/ Gencer, Limarilli
- Verdi : Rigoletto 1961/ Quadri, Gencer, McNeil, Raimondi
- Verdi : Gerusalemme 1963/ Gavazzeni, Gencer, Aragall, Guelfi
- Verdi : I vespri siciliani 1964/ Gavazzeni, Gencer, et al
- Verdi : Macbeth 1960/ Gui, Gencer, Taddei, Picchi et al.
- Verdi : Macbeth 1968/ Gavazzeni, Gencer, Guelfi, Corradi, et al
- Verdi : Attila 1972/ Silipigni, Gencer, Hines
- Verdi : Ernani 1972/ Gavazzeni, Gencer, Bergonzi
- Verdi : Simon Boccanegra 1961/ Gavazzeni, Gobbi, Gencer
- Verdi : Trovatore 1957/Previtali, Gencer, Del Monaco, Barbieri, Bastianini
- Verdi : Un ballo in maschera 1961/ Gencer, Bergonzi
- Verdi : Aida 1966/ Capuana, Gencer, Bergonzi, Cossotto
- Verdi : La Forza del Destino 1957/ Serafin, Gencer, Di Stefano
- Verdi : La Forza del Destino 1965/ Molinari Pradelli, Gencer, Bergonzi